# Награды Кемеровской области
Награды Кемеровской области (Кузбасса) — награды субъекта Российской Федерации учреждённые Правительством Кемеровской области, согласно Закону Кемеровской области от 14 февраля 2005 года № 32-ОЗ «О наградах».
Награды предназначены для поощрения работников учреждений, организаций и предприятий Кемеровской области, военнослужащих, сотрудников силовых ведомств, а также иных граждан Российской Федерации и граждан иностранных государств, за заслуги перед Кемеровской областью.
Муниципальные образования Кемеровской области также имеют право учреждать собственные награды.

## Перечень наград

### Высшие награды
| Изображение награды | Наименование награды                                                                                          | Дата учреждения      | Правила награждения | Источник                                                                   |
|                     | Звание «Герой Кузбасса» ––– (Медаль «Герой Кузбасса»)                                                         | 18 июля 2006 года    | Звание присваивается: - за выдающиеся заслуги в области государственной, экономической, хозяйственной и научной деятельности, социального строительства, трудовые и иные достижения, - за самоотверженность, мужество и отвагу, проявленные при исполнении воинского, гражданского или служебного долга в условиях, сопряжённых с риском для жизни. Награды могут быть удостоены граждане Российской Федерации, иностранные граждане, лица без гражданства, проработавшие в Кемеровской области не менее 10 лет, достигшие исключительно выдающихся показателей и результатов в различных областях трудовой деятельности, проявившие мужество и отвагу, снискавшие уважение, известность и признание своих заслуг у жителей Кемеровской области. | Закон Кемеровской области от 14 февраля 2005 года № 32-ОЗ «О наградах»     |
|                     | Звание «Почётный гражданин Кемеровской области» ––– (Нагрудный знак «Почётный гражданин Кемеровской области») | 14 февраля 2005 года | Почётное звание присваивается гражданам: - за особые заслуги перед Кемеровской областью; - за проявленные героизм, мужество, смелость и отвагу; - за повышение авторитета Кемеровской области, достижение значимых результатов в социально-экономическом развитии Кемеровской области, культурной, научной и иных сферах общественной жизни. | Закон Кемеровской области от 14 февраля 2005 года № 32-ОЗ «О наградах» --- |

24 января 2025 года Законодательное собрание Кемеровской области присвоило всем 53 живущим участникам Великой Отечественной войны звание Почетный гражданин Кузбасса 

### Ордена
| Изображение награды | Наименование награды                              | Дата учреждения      | Правила награждения | Источник                                                                   |
|                     | Орден «Ключ дружбы»                               | 2003 год             | Орденом «Ключ дружбы» награждаются граждане за особые заслуги и выдающийся вклад в развитие внешнеэкономических, международных связей Кемеровской области и укрепление межнациональных отношений. | Закон Кемеровской области от 14 февраля 2005 года № 32-ОЗ «О наградах»     |
|                     | Орден «Доблесть Кузбасса»                         | 4 января 2002 года   | Орденом награждают за: - выдающиеся заслуги перед Кемеровской областью, - общественно-политические, экономические, научные, трудовые и иные достижения; - особо плодотворную деятельность по сближению и взаимообогащению культур народов, укреплению мира и дружественных отношений между Кемеровской областью и другими регионами Российской Федерации, иностранными государствами. | Закон Кемеровской области от 14 февраля 2005 года № 32-ОЗ «О наградах»     |
|                     | Орден Почёта Кузбасса                             | 12 декабря 2011 года | Орденом Почёта Кузбасса награждаются граждане Российской Федерации, получившие общественное признание за деятельность, направленную на обеспечение интенсивного развития Кемеровской области и роста благосостояния её населения. | Закон Кемеровской области от 14 февраля 2005 года № 32-ОЗ «О наградах» --- |
|                     | Орден «За доблестный шахтёрский труд» I степени   | 8 мая 2009 года      | Орденом «За доблестный шахтёрский труд» награждаются граждане за особые заслуги перед Кемеровской областью, связанные с развитием угольной промышленности Кемеровской области, достижениями в труде. Орден имеет три степени: I, II и III. Высшей степенью ордена является I степень. Награждение орденом производится последовательно: III степени, II степени, I степени. Последующее награждение производится не ранее чем через один год после награждения орденом предыдущей степени. Повторное награждение орденом одной и той же степени не допускается. | Закон Кемеровской области от 14 февраля 2005 года № 32-ОЗ «О наградах»     |
|                     | Орден «За доблестный шахтёрский труд» II степени  | 8 мая 2009 года      | См. «Правила награждения орденом „За доблестный шахтёрский труд“ I степени». | Закон Кемеровской области от 14 февраля 2005 года № 32-ОЗ «О наградах»     |
|                     | Орден «За доблестный шахтёрский труд» III степени | 8 мая 2009 года      | См. «Правила награждения орденом „За доблестный шахтёрский труд“ I степени». | Закон Кемеровской области от 14 февраля 2005 года № 32-ОЗ «О наградах»     |
|                     | Орден «За обустройство Земли Кузнецкой»           | 30 января 2010 года  | Орденом «За обустройство Земли Кузнецкой» награждаются граждане за высокие достижения в государственной, производственной, научно-исследовательской, социально-культурной, общественной и благотворительной деятельности, позволившей существенным образом улучшить условия жизни населения Кемеровской области. | Закон Кемеровской области от 14 февраля 2005 года № 32-ОЗ «О наградах»     |
|                     | Орден «Меценат Кузбасса»                          | 26 января 2011 года  | Орденом «Меценат Кузбасса» награждаются граждане, внёсшие вклад в развитие профессиональных видов деятельности в области культуры, искусства, науки, образования, просвещения и спорта, в дело сохранения и развития культурного достояния Кузбасса, поддержания его престижа на государственном и мировом уровнях. | Закон Кемеровской области от 14 февраля 2005 года № 32-ОЗ «О наградах»     |

### Премии
| Изображение награды | Наименование награды | Дата учреждения      | Правила награждения | Источник                                                                   |
|                     | Премия Кузбасса ––– (Нагрудный знак «Лауреат премии Кузбасса»)                                                                                     | 14 февраля 2005 года | Почетное звание «Лауреат премии Кузбасса» присваивается гражданам, внесшим значительный вклад в любую из сфер жизнедеятельности и получившим общественное признание. | Закон Кемеровской области от 14 февраля 2005 года № 32-ОЗ «О наградах» ––– |
|                     | Премия Губернатора Кемеровской области «Прорыв в будущее» ––– (Нагрудный знак «Лауреат премии Губернатора Кемеровской области „Прорыв в будущее“») | 26 января 2011 года  | Почётное звание «Лауреат премии Губернатора Кемеровской области „Прорыв в будущее“» учреждено для оценки вклада в инновационное развитие области, высоких достижений в разработке и внедрении инновационных проектов в сфере обеспечения безопасности труда на предприятиях топливно-энергетического комплекса, переработки отходов, энергосбережения и энергоэффективности, в области медицины, а также особого вклада в социально-экономическое развитие территорий Кемеровской области. | Закон Кемеровской области от 14 февраля 2005 года № 32-ОЗ «О наградах»     |

### Почётные знаки
| Изображение награды | Наименование награды          | Дата учреждения      | Правила награждения | Источник                                                               |
|                     | Золотой знак «Кузбасс»        | 13 октября 2005 года | Почётным знаком «Золотой знак "Кузбасс"» награждаются граждане за выдающиеся заслуги перед Кемеровской областью и особый вклад в любую из сфер жизнедеятельности. | Закон Кемеровской области от 14 февраля 2005 года № 32-ОЗ «О наградах» |
|                     | Почётный знак «Золотая Шория» | 12 декабря 2011 года | Почётным знаком «Золотая Шория» награждаются граждане Российской Федерации за высокие достижения в производственной, научно-исследовательской и общественной деятельности, способствующей дальнейшему процветанию Кемеровской области; за существенный вклад в укрепление дружбы и сотрудничества наций и народностей, плодотворную деятельность по сближению и взаимообогащению культур, активное содействие развитию взаимовыгодного сотрудничества с субъектами Российской Федерации. | Закон Кемеровской области от 14 февраля 2005 года № 32-ОЗ «О наградах» |

### Медали
| Изображение награды | Наименование награды                                     | Дата учреждения      | Правила награждения | Источник                                                                              |
|                     | Медаль «За особый вклад в развитие Кузбасса» I степени   | 13 ноября 1999 года  | Медалью «За особый вклад в развитие Кузбасса» награждаются граждане Российской Федерации и иностранных государств, а также производственные, научные, творческие коллективы, профессиональная и общественная деятельность которых принесла значимые для области результаты в государственной, политической, экономической, научно-исследовательской, социально-культурной, общественной и иной деятельности. Медаль имеет три степени: I, II и III. Высшей степенью медали является I степень. Награждение производится, как правило, последовательно: медалью III степени, II степени, I степени. Последующее награждение медалью «За особый вклад в развитие Кузбасса» производится не ранее чем через один год после награждения медалью предыдущей степени. Герои Российской Федерации, Герои Советского Союза, Герои Социалистического Труда, а также лица, награждённые государственными наградами Российской Федерации, удостоенные почётных званий и звания «Почётный гражданин Кемеровской области», за новые особо выдающиеся заслуги перед Кемеровской областью могут быть награждены сразу медалью «За особый вклад в развитие Кузбасса» I степени. Повторное награждение медалью одной и той же степени не допускается. | Закон Кемеровской области от 14 февраля 2005 года № 32-ОЗ «О наградах»                |
|                     | Медаль «За особый вклад в развитие Кузбасса» II степени  | 13 ноября 1999 года  | См. «Правила награждения медалью „За особый вклад в развитие Кузбасса“ I степени». | Закон Кемеровской области от 14 февраля 2005 года № 32-ОЗ «О наградах»                |
|                     | Медаль «За особый вклад в развитие Кузбасса» III степени | 13 ноября 1999 года  | См. «Правила награждения медалью „За особый вклад в развитие Кузбасса“ I степени». | Закон Кемеровской области от 14 февраля 2005 года № 32-ОЗ «О наградах» ---            |
|                     | Медаль «За честь и мужество»                             | 18 декабря 2003 года | Медалью «За честь и мужество» награждаются граждане Российской Федерации, иностранные граждане, лица без гражданства за самоотверженность, мужество и отвагу, проявленные при спасении людей, охране общественного порядка, в борьбе с преступностью, во время стихийных бедствий, пожаров, катастроф и других чрезвычайных ситуаций, а также за смелые и решительные действия, совершённые при исполнении воинского, гражданского или служебного долга в условиях, сопряжённых с риском для жизни. Повторное награждение медалью не допускается. | Закон Кемеровской области от 14 февраля 2005 года № 32-ОЗ «О наградах» ---            |
|                     | Медаль Алексея Леонова                                   | 21 июля 2014 года    | Медалью Алексея Леонова награждаются граждане за достижения мирового уровня, выдающийся вклад в развитие Российской Федерации и Кемеровской области, а также за разработку и внедрение уникальных инновационных проектов в различных отраслях экономики Кемеровской области. | Закон Кемеровской области от 14 февраля 2005 года № 32-ОЗ «О наградах» ---            |
|                     | Медаль Николая Масалова                                  | 11 января 2023 года  | Медалью Николая Масалова награждаются граждане, организации за доблестное служение Отечеству при исполнении воинского или гражданского долга, безупречное несение службы, самоотверженную трудовую деятельность, военно-патриотическое и нравственное воспитание подрастающего поколения, сохранение исторической памяти, активное участие в общественной жизни Кемеровской области — Кузбасса. | Закон Кемеровской области от 11 января 2023 года № 1-ОЗ «Об учреждении медали...» --- |
|                     | Медаль «Михаил Сперанский»                               | 24 ноября 2023 года  | Медалью «Михаил Сперанский» награждаются граждане и организации за значительный вклад в становление гражданского общества, развитие российской государственности. Также медаль «Михаил Сперанский» вручается за заслуги в сфере юстиции и обеспечения законности, изучения и преподавания юриспруденции, государственного и муниципального управления, теологии, религиоведения, оказания юридической помощи гражданам и иной правозащитной деятельности. Медалью награждаются граждане (государственные и муниципальные служащие) за безупречную службу не менее 20 лет стажа. | Информация об учреждении медали «Михаил Сперанский» ---                               |
|                     | Медаль «За служение Кузбассу»                            | 18 декабря 2003 года | Медалью «За служение Кузбассу» награждаются граждане Российской Федерации, иностранные граждане, лица без гражданства, профессиональная и общественная деятельность которых принесла значимые для Кемеровской области результаты в экономической, научно-исследовательской, культурной и общественной деятельности. Повторное награждение медалью не допускается. | Закон Кемеровской области от 14 февраля 2005 года № 32-ОЗ «О наградах» ---            |
|                     | Медаль «За веру и добро»                                 | 14 февраля 2005 года | Медалью «За веру и добро» награждаются граждане за активную благотворительную и общественную деятельность в Кемеровской области. | Закон Кемеровской области от 14 февраля 2005 года № 32-ОЗ «О наградах» ---            |
|                     | Медаль «Материнская доблесть»                            | 10 июня 2004 года    | Медалью «Материнская доблесть» награждаются матери, родившие и воспитавшие пять и более детей. Награждение медалью производится при достижении последним ребёнком возраста одного года и при наличии в живых остальных детей. При награждении медалью учитываются также дети: - усыновлённые матерью в установленном порядке; - погибшие (пропавшие без вести) при исполнении служебного, общественного, воинского долга, а также в ходе участия в вооружённых конфликтах на территории Чеченской Республики, Республики Дагестан, Республики Таджикистан, Азербайджанской Республики, при выполнении интернационального долга в Афганистане в период с апреля 1978 года по 15 февраля 1989 года, в боевых действиях в Республике Ангола с ноября 1975 года по ноябрь 1979 года, в районе острова Даманский в марте 1969 года, а также при исполнении обязанностей военной службы в составе миротворческих сил Российской Федерации в Союзной Республике Югославия, Республике Абхазия; - умершие вследствие ранения, контузии, увечья или заболевания, полученных при обстоятельствах, указанных в абзаце третьем настоящего подпункта, либо вследствие трудового увечья или профессионального заболевания. При награждении медалью учитывается добросовестное отношение матери к воспитанию своих детей. Медалью могут быть награждены также матери, воспитавшие ребёнка (детей), имеющего (имеющих) заслуги перед обществом либо достигшего (достигших) высоких успехов в любой из сфер жизнедеятельности. Повторное награждение медалью не допускается. | Закон Кемеровской области от 14 февраля 2005 года № 32-ОЗ «О наградах» ---            |
|                     | Медаль «Отцовская слава»                                 | 7 ноября 2007 года   | Медалью «Отцовская слава» награждаются отцы, развивающие и укрепляющие семейные традиции и ценности, воспитывающие в своих детях чувство гражданственности, патриотизма и сами активно участвующие в социально-политической жизни Кемеровской области. При награждении медалью учитываются также дети: - усыновлённые отцом в установленном порядке; - погибшие (пропавшие без вести) при исполнении служебного, общественного, воинского долга, а также в ходе участия в вооружённых конфликтах на территории Чеченской Республики, Республики Дагестан, Республики Таджикистан, Азербайджанской Республики, при выполнении интернационального долга в Афганистане в период с апреля 1978 года по 15 февраля 1989 года, в боевых действиях в Республике Ангола с ноября 1975 года по ноябрь 1979 года, в районе острова Даманский в марте 1969 года, а также при исполнении обязанностей военной службы в составе миротворческих сил Российской Федерации в Союзной Республике Югославия, Республике Абхазия; - умершие вследствие ранения, контузии, увечья или заболевания, полученных при обстоятельствах, указанных в абзаце третьем настоящего подпункта, либо вследствие трудового увечья или профессионального заболевания. Медалью могут быть награждены также отцы, воспитавшие ребёнка (детей), имеющего (имеющих) заслуги перед обществом либо достигшего (достигших) высоких успехов в любой из сфер жизнедеятельности. Повторное награждение медалью не допускается.                                                                          | Закон Кемеровской области от 14 февраля 2005 года № 32-ОЗ «О наградах»                |
|                     | Медаль «За достойное воспитание детей»                   | 27 ноября 2002 года  | Медалью «За достойное воспитание детей» награждаются граждане Российской Федерации, иностранные граждане, лица без гражданства за воспитание детей достойными гражданами Российской Федерации, формирование активной жизненной позиции детей, подростков и молодёжи, создание условий и организацию воспитательной работы с подрастающим поколением. Повторное награждение медалью не допускается. | Закон Кемеровской области от 14 февраля 2005 года № 32-ОЗ «О наградах» ---            |
|                     | Медаль «За бизнес во имя созидания»                      | 14 февраля 2005 года | Медалью «За бизнес во имя созидания» награждаются индивидуальные предприниматели и руководители малых предприятий, внесшие вклад в развитие Кемеровской области, за активную общественную, благотворительную деятельность. | Закон Кемеровской области от 14 февраля 2005 года № 32-ОЗ «О наградах» ---            |
|                     | Медаль «Надежда Кузбасса»                                | 14 февраля 2005 года | Медалью «Надежда Кузбасса» награждаются граждане в возрасте до 21 года, проявившие выдающиеся способности и добившиеся значительных результатов в научной и общественной деятельности, творчестве, спорте. | Закон Кемеровской области от 14 февраля 2005 года № 32-ОЗ «О наградах» ---            |

### Почётные звания
| Изображение награды | Наименование награды                                                            | Дата учреждения | Правила награждения | Источник |
|                     | Почётные звания Кузбасса по профессиям ––– (Нагрудные знаки к Почётным званиям) | *               | Почётные звания Кузбасса (Кемеровской области) учреждены для поощрения граждан за заслуги и большой личный вклад в социально-экономическое и культурное развитие Кузбасса, высокое профессиональное мастерство и добросовестный труд, способствующие развитию региона. Почётные звания присваиваются лицам, внёсшим значительный вклад в сфере своей профессиональной деятельности. В настоящее время учреждены следующие звания: - Почётный работник культуры Кузбасса; - Почётный работник здравоохранения Кузбасса; - Почётный работник агропромышленного комплекса Кемеровской области; - Почётный работник бытового обслуживания Кемеровской области; - Почётный работник социальной защиты населения Кемеровской области; - Почётный строитель Кузбасса; - Почётный турист Кузбасса; - Почётный шахтёр Кузбасса; - Заслуженный шахтёр Кузбасса; - Заслуженный энергетик Кузбасса; - Заслуженный работник жилищно-коммунального хозяйства Кузбасса; - Заслуженный финансист Кузбасса; - Заслуженный экономист Кемеровской области; - Лучший садовод Кузбасса; и другие. Лицам, удостоенным почётных званий, вручается соответствующий нагрудный знак, удостоверение к нему, выплачивается разовое денежное вознаграждение. | *        |

### Юбилейные медали
| Изображение награды | Наименование награды                              | Дата учреждения       | Правила награждения | Источник                                                                                     |
|                     | Юбилейная медаль «60 лет Кемеровской области»     | 14 февраля 2005 года  | Юбилейной медалью «60 лет Кемеровской области» награждаются граждане, обеспечившие своим трудом, государственной, общественно-политической, научной и иной деятельностью социально-экономическое развитие Кемеровской области. | Закон Кемеровской области от 14 февраля 2005 года № 32-ОЗ «О наградах»                       |
|                     | Юбилейная медаль «60 лет Дню шахтёра»             | 5 июня 2007 года      | Юбилейной медалью «60 лет Дню шахтёра» награждаются граждане, обеспечившие своим трудом, государственной, научной и иной деятельностью развитие угольной промышленности Кемеровской области. | Закон Кемеровской области от 14 февраля 2005 года № 32-ОЗ «О наградах» ---                   |
|                     | Юбилейная медаль «65 лет Кемеровской области»     | 27 декабря 2007 года  | Юбилейной медалью «65 лет Кемеровской области» награждаются граждане, обеспечившие своим трудом, государственной, общественно-политической, научной и иной деятельностью социально-экономическое развитие Кемеровской области. | Закон Кемеровской области от 14 февраля 2005 года № 32-ОЗ «О наградах» ---                   |
|                     | Юбилейная медаль «70 лет Кемеровской области»     | 19 ноября 2012 года   | Юбилейной медалью «70 лет Кемеровской области» награждаются граждане, обеспечившие своим трудом, государственной, общественно-политической, научной и иной деятельностью социально-экономическое развитие Кемеровской области и рост благосостояния её населения. | Закон Кемеровской области от 14 февраля 2005 года № 32-ОЗ «О наградах» ---                   |
|                     | Юбилейная медаль «70 лет Дню шахтёра»             | 19 апреля 2017 года   | Юбилейной медалью «70 лет Дню шахтёра» награждаются граждане, обеспечившие своим трудом, государственной, научной и иной деятельностью развитие угольной промышленности Кемеровской области. | Закон Кемеровской области от 14 февраля 2005 года № 32-ОЗ «О наградах»                       |
|                     | Юбилейная медаль «75 лет Кемеровской области»     | 20 сентября 2017 года | Юбилейной медалью «75 лет Кемеровской области» награждаются граждане, обеспечившие своим трудом, государственной, общественно-политической, научной и иной деятельностью социально-экономическое развитие Кемеровской области и рост благосостояния её населения, внесшие большой вклад в популяризацию и повышение авторитета Кемеровской области, а также за укрепление межнациональных отношений и заслуги в развитии внешнеэкономических и международных связей.                                                                                       | В Кузбассе учреждена новая областная награда — юбилейная медаль «75 лет Кемеровской области» |
|                     | Юбилейная медаль «300-летие образования Кузбасса» | 25 февраля 2021 года  | Юбилейной медалью «300-летие образования Кузбасса» награждаются граждане Российской Федерации и иностранных государств, лица без гражданства, организации, в том числе общественные и религиозные: обеспечившие государственной, общественно-политической, научной и иной деятельностью социально-экономическое развитие Кузбасса и рост благосостояния его населения; внесшие большой вклад в популяризацию и повышение авторитета Кузбасса, укрепление межнациональных отношений, имеющие заслуги в развитии внешнеэкономических и международных связей. | Закон Кемеровской области-Кузбасса от 5 марта 2021 года № 22-ОЗ «О наградах»                 |

### Конфессиональные медали
| Изображение награды | Наименование награды                                | Дата учреждения | Правила награждения | Источник |
|                     | Медаль «15 лет Кемеровской и Новокузнецкой епархии» | 2008 год        | Благотворительная юбилейная медаль «15 лет Кемеровской и Новокузнецкой епархии» — награда учреждённая решением епархиального совета Кемеровской и Новокузнецкой епархии. Медалью награждаются лица внесшие вклад в дело возрождения монастырей, храмов, пастырскую, церковно-общественную и благотворительную деятельность. Лицам, представленным к награде, вручаются медаль и Грамота к медали. | Положение епархиального совета о благотворительной юбилейной медали «15 лет Кемеровской и Новокузнецкой епархии» |